# Нуайім – Газаль
Нуайім – Газаль (Nuayyim – Ghazal) – газопровід у центральному регіоні Саудівської Аравії.
Нафтове родовище Нуайім, яке знаходиться на південний схід від Ер-Ріяду, вперше ввели в розробку ще в 1997 році, при цьому його підключили до установки сепарації нафти та газу (Gas Oil Separation Plant, GOSP) сусіднього родовища Хавта. В подальшому Нуайім законсервували, але в 2009-му видобуток відновили, при цьому родовище отримало власну установку сепарації. Виідлений на ній попутний газ транспортується по трубопроводу довжиною 148 км та діаметром 400 мм до трубного колектора Газаль А, який через маніфольд родовища Газаль сполучений із газопереробним заводом Гарад.